# John Magera
John Magera, ameriški lokostrelec, * 6. februar 1970. 
Sodeloval je na lokostrelskem delu poletnih olimpijskih igrah leta 2004, kjer je osvojil 41. mesto v individualni in 4. mesto v ekipni konkurenci.